# Nikon Z 6
Nikon Z 6 — цифровой беззеркальный фотоаппарат с полнокадровой КМОП-матрицей, официально анонсированный компанией Nikon 23 августа 2018 года. Начало продаж запланировано на ноябрь 2018 года. Вторая после модели Z7 камера, в которой использован байонет Nikon Z, специально разработанный для полнокадровых беззеркальных фотоаппаратов.

## Характеристики
На момент выпуска фотоаппарат являлся наиболее скоростной моделью линейки. Обладает следующими характеристиками:
- Фотоматрица формата FX с обратной подсветкой и разрешением 24,5 мегапикселя;
- Рабочий диапазон светочувствительности 100—51200 ISO;
- Процессор Expeed 6;
- Объективы стандарта Nikon F присоединяются через адаптер Nikon FTZ;
- Гибридный автофокус c 273 точками фокусировки, покрывающими 90% площади кадра;
- Система стабилизации изображения, встроенная в корпус, и обеспечивающая 5 ступеней выигрыша по выдержке;
- Максимальная частота съёмки до 12 кадров в секунду;
- Электронный видоискатель c 3 690 тысяч точек и увеличением 0,8×;
- Наклонный тачскрин с 2,1 миллионом пикселей;
- Запись видео стандарта 4K с частотой 30 кадров в секунду, или стандарта 1080p с частотой до 120 кадров в секунду[4];
- Интервальная фотосъёмка для создания цейтраферных видеороликов разрешением 8K UHD;
- Встроенные модули Bluetooth и Wi-Fi.